# 小萨莫韦茨农村居民点
小萨莫韦茨农村居民点（俄语：Малосамовецкое сельское поселение）是俄罗斯联邦沃罗涅日州上哈瓦区所属的一个农村居民点。其下辖有1个居民点，行政中心为小萨莫韦茨。据2016年统计，该农村居民点的人口为244人。